# Kosemin
Kosemin is een plaats in het Poolse district  Sierpecki, woiwodschap Mazovië. De plaats maakt deel uit van de gemeente Zawidz en telt 290 inwoners.